# Naturschutzgebiet Poppenberg
Das Naturschutzgebiet Poppenberg mit einer Größe von 0,68 ha liegt südlich von Brilon. Das Gebiet wurde 2008 mit dem Landschaftsplan Hoppecketal durch den Hochsauerlandkreis als Naturschutzgebiet (NSG) ausgewiesen.

## Gebietsbeschreibung
Beim NSG handelt es sich um einen Wald mit Kalkfelsen am Poppenberg. Im Westen gibt es ein bis zu 8 m hohes Felsband. Im Süden gibt es Felsen mit 2 bis 3 m Höhe. Im Norden findet sich ein kleinflächiger Schluchtwald, welcher überwiegend mit Ahorn bestockt ist. Der Rest des NSG ist mit Rotbuche und Rotfichte bestockt. Im südlichen Teil finden sich mehrere alte Pingen (Bergwerkstagebaue).
Das Landesamt für Natur, Umwelt und Verbraucherschutz Nordrhein-Westfalen dokumentierte Pflanzenarten wie  Braunstieliger Streifenfarn, Christophskraut, Echtes Springkraut, Einbeere, Gewöhnlicher Tüpfelfarn, Gewöhnlicher Wurmfarn, Gewöhnliches Gabelzahnmoos, Hain-Greiskraut, Kleiner Dornfarn, Knotige Braunwurz, Mauerraute, Schwanenhals-Sternmoos, Schönes Frauenhaarmoos, Seidelbast, Vielblütige Weißwurz, Waldmeister, Zerbrechlicher Blasenfarn und Zypressenschlafmoos.

## Schutzzweck
Im NSG sollen diesen Waldbereich mit ihren Felsen und ihrem Arteninventar geschützt werden. Wie bei allen Naturschutzgebieten in Deutschland wurde in der Schutzausweisung darauf hingewiesen, dass das Gebiet „wegen der Seltenheit, besonderen Eigenart und Schönheit des Gebietes“ zum Naturschutzgebiet wurde.
Der Landschaftsplan führt zum speziellen Schutzzweck auf: „Erhaltung und Optimierung einer Kalk-Klippenzone mit hohem ökologischem Standortpotenzial als Lebensraum von tlw. seltenen und gefährdeten Pflanzenarten; Schutz von Biotoptypen, die auch dem gesetzlichen Biotopschutz unterliegen (natürliche Felsbildungen; Schlucht- und Hangmischwälder); Sicherung eines Trittsteinbiotops im Zusammenhang mit den Kalkklippen-NSG des Biotopverbundes ‚Kalkkuppen bei Brilon‘.“